# Nippobodidae
Nippobodidae zijn  een familie van mijten. Bij de familie zijn 2 geslachten met 17 soorten ingedeeld.